# Сурингда (озеро)
Сурингда — проточное озеро в России, располагается на территории Эвенкийского района Красноярского края, в юго-западной части Вилюйского плато, там, где его рассекает Верхневилюйская котловина, к северо-востоку от уступа Сурингдаурэн. Площадь водной поверхности — 34,2 км², площадь водосбора — 389 км².
Советский геолог Владимир Дитмар связывал возникновение озера с процессами древнего оледенения, с подпрудой мореной. 
Озеро Сурингда представляет собой два водоёма, находящиеся на высоте 389 м над уровнем моря, связанные между собой протокой под названием Чигняка. Береговая линия юго-восточного, менее крупного, плёса сильно изрезана множеством островов и одним длинным и узким полуостровом. Длина озера — 12,2 км, ширина в северо-западной части достигает 3,4 км. Река Накта впадает в озеро на северо-западе. На севере вытекает река Сурингда-Хон (приток Вилюя). Берега низкие, местами заболоченные, покрыты лесотундрой. В растительности преобладают лиственница, кустарники, мох, лишайники, голубика, багульник, брусника, ива, берёза. Постоянные населённые пункты на озере отсутствуют, ближайший посёлок Эконда находится в 27 км к северу.
Код объекта в государственном водном реестре — 18030800111117400000725.